# Cranioleuca
Cranioleuca é um género de aves da família Furnariidae. Inclui várias espécies de joão e arredio.

## Espécies
- Cranioleuca erythrops
- Cranioleuca antisiensis
- Cranioleuca pallida - Arredio-pálido
- Cranioleuca curtata
- Cranioleuca demissa - João-do-tepui
- Cranioleuca hellmayri
- Cranioleuca subcristata
- Cranioleuca pyrrhophia
- Cranioleuca obsoleta - Arredio-oliváceo
- Cranioleuca marcapatae
- Cranioleuca albiceps
- Cranioleuca semicinerea - João-de-cabeça-cinza
- Cranioleuca albicapilla
- Cranioleuca dissita
- Cranioleuca vulpina - Arredio-do-rio
- Cranioleuca muelleri - João-escamoso
- Cranioleuca gutturata - João-pintado
- Cranioleuca sulphurifera - Arredio-de-papo-manchado